# Колібрі-манго ямайський
Колі́брі-ма́нго ямайський (Anthracothorax mango) — вид серпокрильцеподібних птахів родини колібрієвих (Trochilidae). Ендемік Ямайки.

## Опис

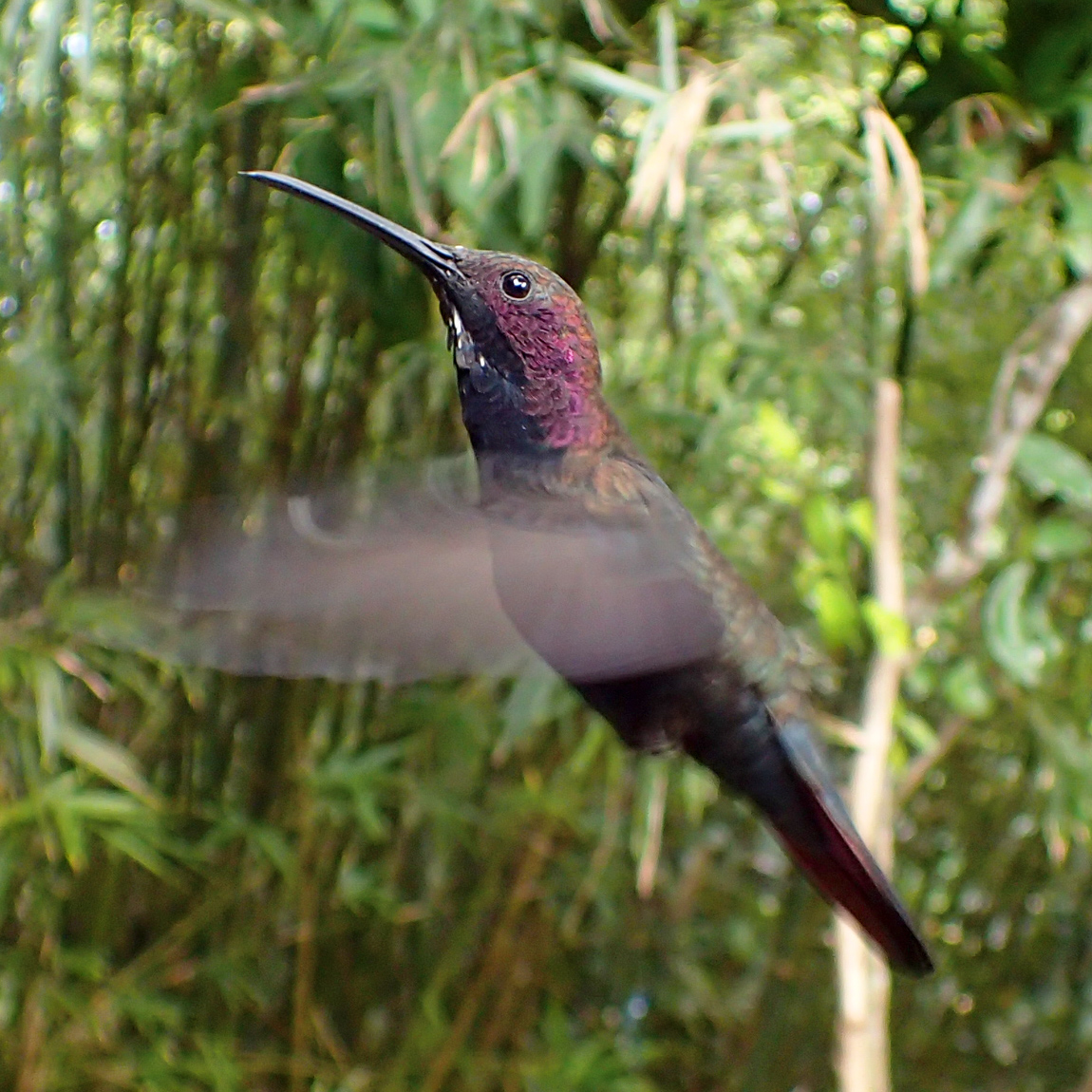
Ямайський колібрі-манго

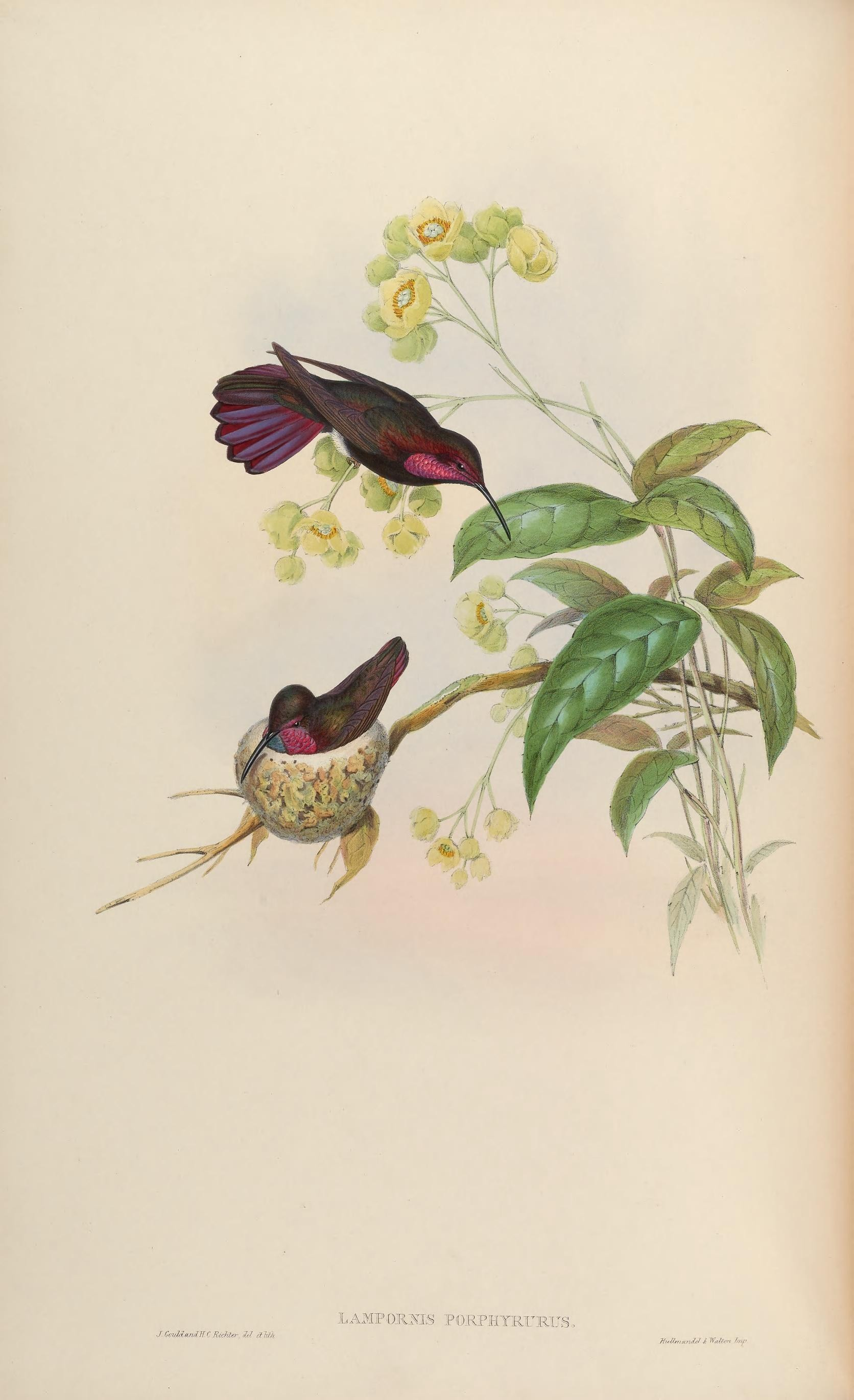
Ямайські колібрі-манго

Довжина птаха становить 11—12 см, вага 8,5—9,1 г. У самців верхня частина голови тьмяно-зелена, голова з боків, потилиця і шия пурпурові, металево-блискучі, спина тьмяно-зеленувато-бронзова. Центральні стернові пера темно-бронзові або чорнуваті, решта фіолетові, металево-блискучі з вузькою темно-синьою смугою. Нижня частина тіла оксамитово-чорна. Дзьоб дещо вигнутий, чорний.
Самиці мають подібне забарвлення, однак боки у неї тьмяно-оксамитово-зелені, а кінчики крайніх стернових пер білі. Забарвлення молодих птахів є подібне до забарвлення самиць. У молодих самців горло темно-синє, яке стає оксамитово-чорним, як у дорослих птахів, на другому році життя.

## Поширення і екологія
Ямайські колібрі-манго є ендеміками Ямайки. Вони живуть у різноманітних відкритих і напіввідкритих природних середовищах, зокрема на узліссях тропічних лісів, у садах і на плантаціях та в сухих чагарникових заростях. Уникають мангрових заростей. Найбільша їх щільність спостерігається на північному узбережжі острова. Ямайські колібрі-манго зустрічаються переважно на висоті до 800 м над рівнем моря. Регулярно, за винятком найвологіших літніх місяців, вони зустрічаються на галявинах вологих гірських тропічних лісів і в карликових лісах, на висоті до 1500 м над рівнем моря.
Ямайські колібрі-манго живляться нектаром різноманітних квітучих дерев, чагарників, кактусів і ліан, як місцевих, так і інтродукованих, зокрема з родів Hohenbergia, Opuntia, Stenocereus, Cordia, Tabebuia, Spathodea і Bauhinia, а також дрібними комахами, яких ловлять в польоті, на висоті 10—15 м над землею. Самці захищають багаті на нектар кормові території. Гніздування відбувається протягом всього року, переважно з січня по травень. Гніздо невелике, чашоподібне, робиться з рослинного пуху і павутиння, прикріплюється до гілки дерева, на висоті від 3 до 8 м над землею. В кладці 2 білих яйця. За сезон може вилупитися один виводок.